# Puerto Quetzal
Puerto Quetzal es un puerto que se encuentra ubicado en el municipio de San José, Escuintla en Guatemala, sobre el litoral Pacífico (Latitud 13°55′ N; Longitud 90°47′ O); a 98 km de la capital del país. El puerto es estatal administrado por la Empresa Portuaria Quetzal y desde sus inicios en 1983 utiliza un sistema mixto al autorizar a particulares la prestación de ciertos servicios al buque y la carga con tarifas fijadas por la Empresa y aprobadas por Acuerdo de Gobierno.
El muelle principal es del tipo marginal y los buques que atiende son: granel sólido, porta-contenedores, tanque, gasero, barcaza, frigoríficos, carga general, roll on - roll off, cruceros y buques de carga distintos a los anteriores.

## Historia
Fue construido en 1980 y el 18 de marzo de 1983 se inauguraron los Servicios Portuarios, los que se comienzan a prestar en condiciones limitadas dado que el complejo portuario se encontraba en construcción. En noviembre de 1985 se concluye la primera fase constructiva del puerto, se inaugura el Puerto Quetzal y se crea la Empresa Portuaria Quetzal para su administración.
Uno de los últimos proyectos fue la construcción de un paso a desnivel en forma de trébol de 230 m que facilita el flujo vehicular de las playas de San José a Iztapa, dos orejas y vías que facilitan el flujo vehicular de Escuintla a las playas de San José o de Iztapa en ambas direcciones, y un redondel que facilita el flujo vehicular de Puerto Quetzal a San José.

## Descripción de las instalaciones físicas
El puerto está conectado a la ciudad de Guatemala por carretera pavimentada enlazada a la red nacional y a la carretera panamericana, la distancia desde la ciudad de Guatemala hasta Puerto Quetzal es de 100 km.

### Descripción de los sitios de atraque
Las instalaciones de atraque están conformadas por un muelle comercial marginal, un muelle auxiliar de espigón, un muelle de servicios o enlace, una Terminal de cruceros, una Terminal de carbón y una Terminal del gas. El muelle comercial consta de 4 atracaderos para manipular carga general, graneles sólidos y contenedores. El muelle auxiliar de espigón se ubica perpendicularmente al final de la parte sur del muelle comercial. En su parte norte, se atracan buques de carga general de poco calado y en la parte sur del mismo se ubican 3 barcazas de generación de energía eléctrica. El muelle de servicios o enlace, es una extensión del muelle comercial que lo conecta al muelle auxiliar de espigón. Este muelle se utiliza para dar mantenimiento a barcos pequeños. La Terminal de cruceros cuenta con 1 atracadero de 285 metros de longitud conformado por 6 Duques de alba, la profundidad de esta Terminal es de 12 metros bajo cero hidrográfico. La Terminal de carbón consta de 1 atracadero conformado por 4 duques de alba para la descarga de carbón mineral. Por último la Terminal de gas consta de 1 atracadero formado por 2 pilotes de retención y 6 de amarre con conexiones especializadas para la descarga de gas licuado de petróleo.

### Acceso de vía marítima
El acceso a las vías marítimas es a través de un canal de acceso de 210 metros de ancho entre morros de los rompeolas oeste y este. A la entrada de la dársena de maniobras, en la zona del codo del rompeolas oeste, tiene un ancho de 340 metros. Asimismo, este canal cuenta con una curvatura de 1000 metros para permitir un acceso sin borneos. Su orientación es hacia el sureste para poder afrontar el oleaje de fuerza apreciable con azimut 150°.

## Controversias

### Caso de terminal de contenedores en Puerto Quetzal (Caso TCQ)
El 15 de abril de 2016, a casi un año de descubrir el Caso de La Línea —y un día después de que Juan Carlos Monzón fuera aceptado como colaborador eficaz en el caso— el Ministerio Público y la CICIG desbarataron otra estructura de corrupción que involucra a los exmandatarios Otto Pérez Molina y Roxana Baldetti: capturaron a más de diez personas por su supuesta implicación en el proceso anómalo de usufructo en la Empresa Portuaria Quetzal para favorecer a la empresa de capital español Transportes de Contenedores Quetzal (TCQ).
El expresdiente Pérez Molina había entregado en usufructo por 25 años un área de 348 mil 171 metros cuadrados del Puerto Quetzal a la firma TCQ, que a su vez es –subsidiaria de la empresa española «Transporte de Contenedores» de Barcelona el día Miércoles Santo del 2013, un día en el que prácticamente nadie trabaja en el país.
De acuerdo a lo reportado por los entes investigadores, la exvicepresidenta Baldetti, el expresidente Pérez Molina y el exsecretario general de la Presidencia, Gustavo Martínez, y el exsecretario privado de la vicepresidencia, Juan Carlos Monzón, participaron activamente en que se otorgara este contrato desde el momento en que se inició el gobierno del Partido Patriota el 14 de enero de 2012; de hecho, el 24 de enero de 2012 el operador Guillermo Lozano recomendó a Pérez Molina nombrar a Allan Marroquín como interventor de la Empresa Portuaria Quetzal, y posteriormente, por recomendación de Baldetti se nombró a Julio Sandoval como subinterventor de la entidad, todo en preparación para llevar a cabo la negociación con TCQ, específicamente con su representante en Guatemala, el ciudadano español Juan José Suárez.
De acuerdo a lo reportado por el MP y la CICIG, habría habido una comisión para los gestores nacionales de treinta millones de dólares, y que entre los beneficiados por habría estado el expresidente y la exvicepresidenta; de hecho, cuando se vio que Lozano no avanzaba con la negociación nombraron a Juan Carlos Monzón para que la agilizara, cosa que logró.  Monzón se habría reunido con los representantes de TCQ por desacuerdos en el pago de la comisión, que Pérez Molina habría solicitado que fuera en efectivo y consiguió que se realizara en un plan de pagos hasta 2016.  También se informó que de la comisión se descontó el pago de soborno a sindicalistas y personas de la Procuraduría General de la Nación y de la Contraloría General de Cuentas.
La fiscal general Thelma Aldana también anunció la interposición de un antejuicio en contra del magistrado de la Corte Suprema de Justicia, Douglas Charchal Ramos, quien presuntamente ayudó a Monzón a evitar un obstáculo jurídico de la empresa TCQ para obtener una licencia de construcción; a cambio, Charchal se habría reunido con Monzón para acordar su elección como magistrado de la Corte Suprema de Justicia. La fiscal general también anunció la interposición de un antejuicio en contra del magistrado de la Corte Suprema de Justicia, Douglas Charchal Ramos, quien presuntamente ayudó a Monzón a evitar un obstáculo jurídico de la empresa TCQ para obtener una licencia de construcción.
Una vez establecida la concesión, Pérez Molina y Baldetti se habrían repartido US$8 millones cuatrocientos mil garantizados por la firma Group Maritim TCB.
 Terminal de Contenedores Quetzal (TCQ) habría trasladado US$12 millones iniciales por medio de empresas del guatemalteco Jonathan Cheves, moviendo fondos en varios países; de la inversión total de US$225 millones, la compañía habría abonado dos abonos de comisiones, pero un tercero de US$12 millones ya no se habría abonado porque estaba programado para después del 16 de abril de 2015, fecha en que se descubrió el Caso de La Línea.
Por otra parte, como los sindicalistas de Puerto Quetzal se oponían al contrato y amenazaban con medidas de hecho, el representante de TCQ, el ciudadano español Juan José Suárez, habría concertado con los representantes del gobierno para sobornar a los sindicalistas.  De acuerdo con el MP y la CICIG, estos habrían recibido US$5 millones en sobornos.

#### Intervención por el Estado de Guatemala
El abogado Alexander Aizenstatd, vicepresidente del Centro para la Defensa de la Constitución de Guatemala (CEDECON), fue nombrado interventor de la Terminal de Contenedores Quetzal luego de que el Ministerio Público solicitó al Juez de Extinción de Dominio medidas cautelares sobre el contrato de usufructo suscrito entre TCQ y el gobierno, así como el secuestro de bienes. Aizenstatd se graduó de licenciado en Ciencias Jurídicas y Sociales, en la Universidad Francisco Marroquín, y obtuvo una maestría de la escuela de leyes de la Universidad de Yale en los Estados Unidos; había ejercido como litigante y asesor legal independiente, y al momento de su nombramiento era director de la Junta Directiva de la Comisión de Resolución de Conflictos de la Cámara de la Industria.
Cuando los representantes de APM Terminals, que se convirtió en dueña de TCQ al comprar la empresa Transporte de Contenedores de Barcelona, se opusieron a que se llevara a cabo la nulidad del contrato oneroso de TCQ, el 21 de julio de 2016, el inteventor Aizenstatd llegó a un acuerdo con ellos y recomendó que el Estado de Guatemala recibiera una reparación civil de US$43.2 millones, indicando que esa cantidad debía ser pagada por APM Terminals; dado que para las operaciones de 2016 se necesitaban US$18 millones, el interventor dijo que la situación de TCQ era crítica, pues la empresa tenía una deuda de US$126 millones. Además de la reparación civil, el interventor recomendó anular el contrato oneroso firmado con el gobierno de Otto Pérez Molina y firmar uno nuevo con APM Terminals, luego de asegurarse de que al contrato vigente se le agregara una cláusula anticorrupción; el interventor recomendó, a la usanza de los contratos establecidos durante los gobiernos de Manuel Estrada Cabrera y Jorge Ubico, el nuevo contrato debería ser aprobado por el Congreso, para una concesión por un plazo de 21 años al cabo de las cuales todo el equipo de TCQ debe pasar a ser propiedad del Estado.
Cuando APM Terminals no aceptó la primera oferta, sino que solicitó una concesión por más tiempo, el periódico Diario La Hora publicó un fuerte editorial acusando primero a la Procuradora General de la Nación por haber cedido a las presiones de la trasnacional holandesa asegurando que «más valía mal arreglo que un buen pleito» y, segundo, al interventor por haber actuado sin facultades legales al haber elaborado una propuesta no ante las acciones de buena fe de APM Terminas, sino para aplacar la ira de los holandeses quienes estaban presentando impugnaciones a la nulidad del contrato que había solicitado por la PGN originalmente.

## Galería

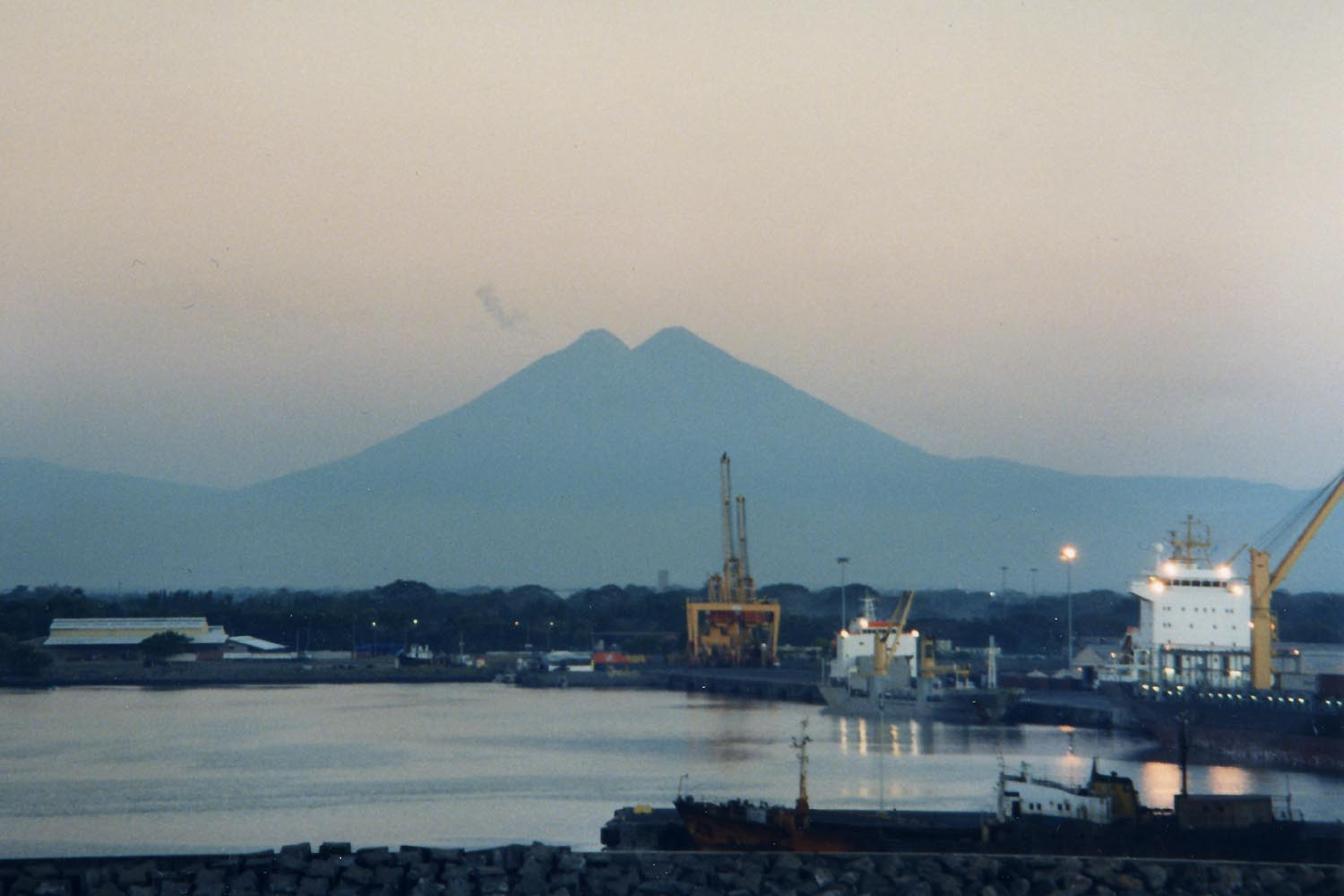
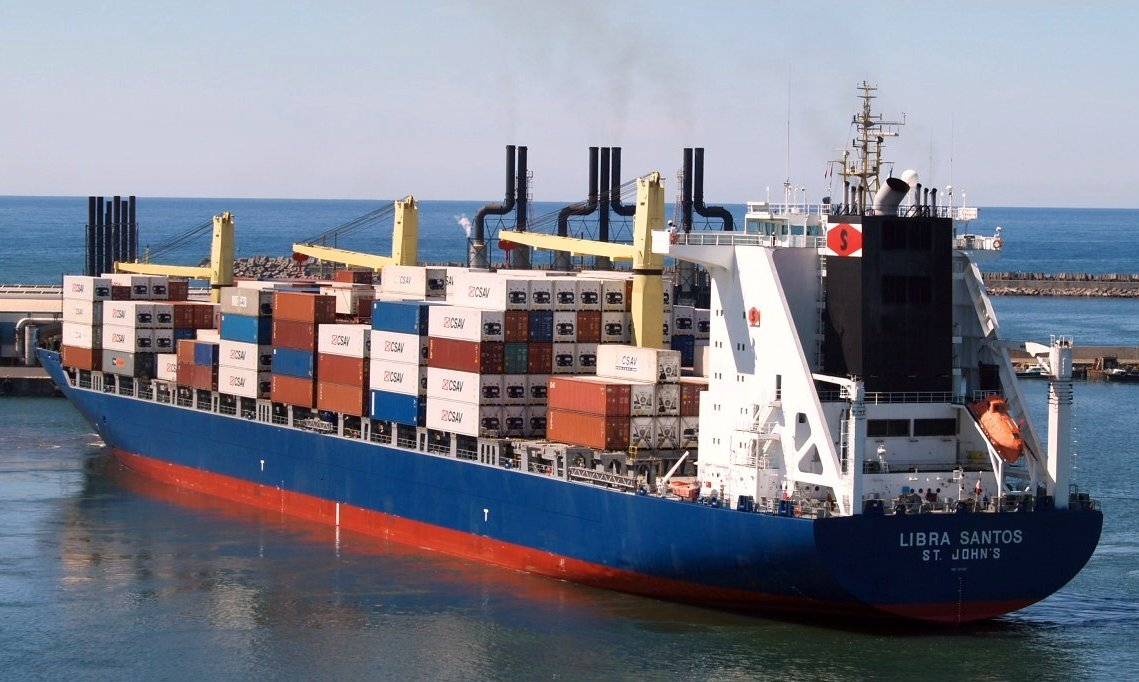
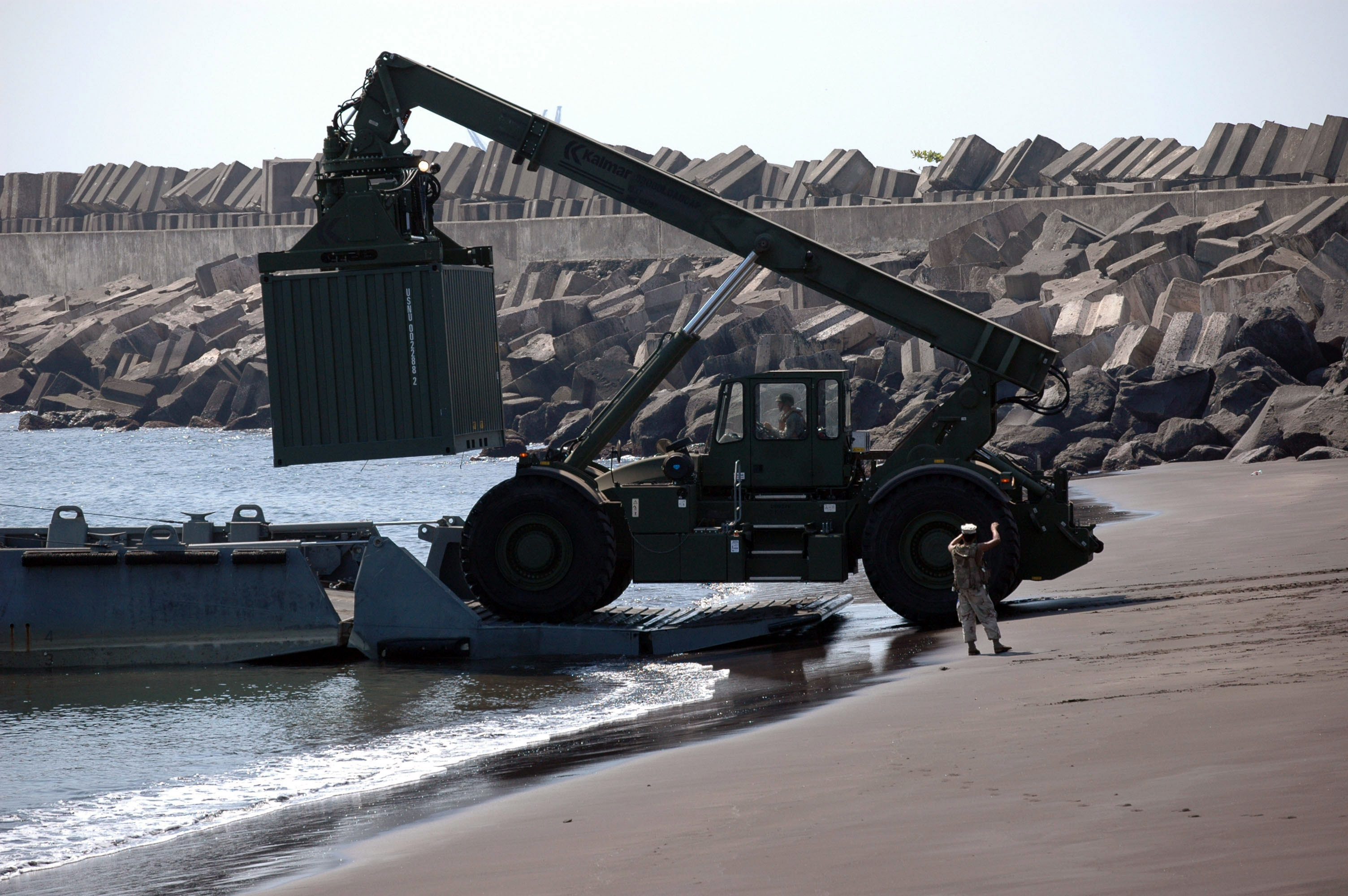
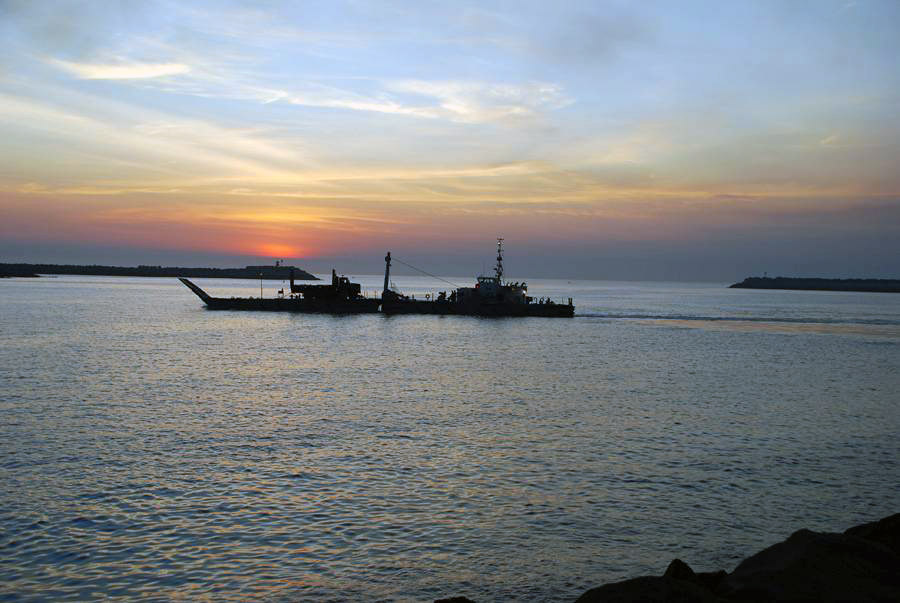
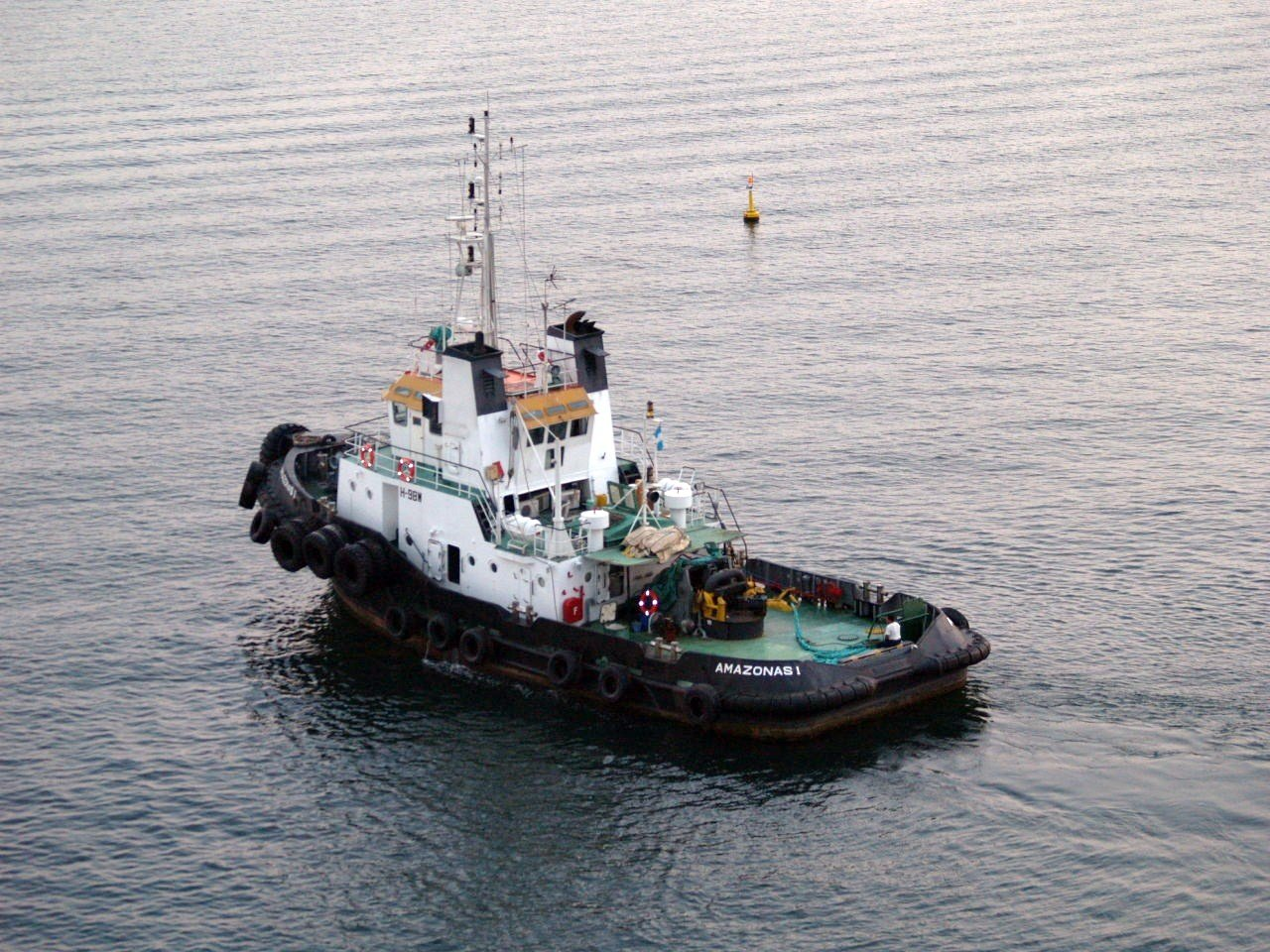
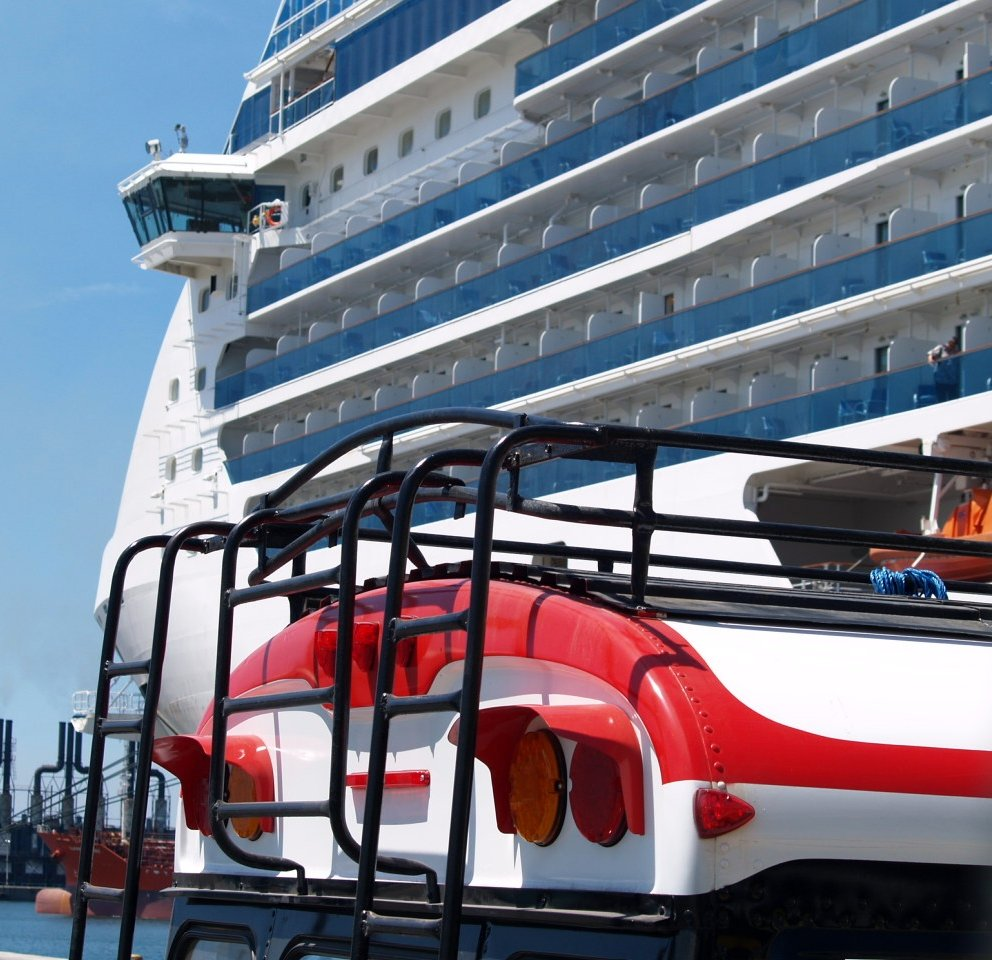
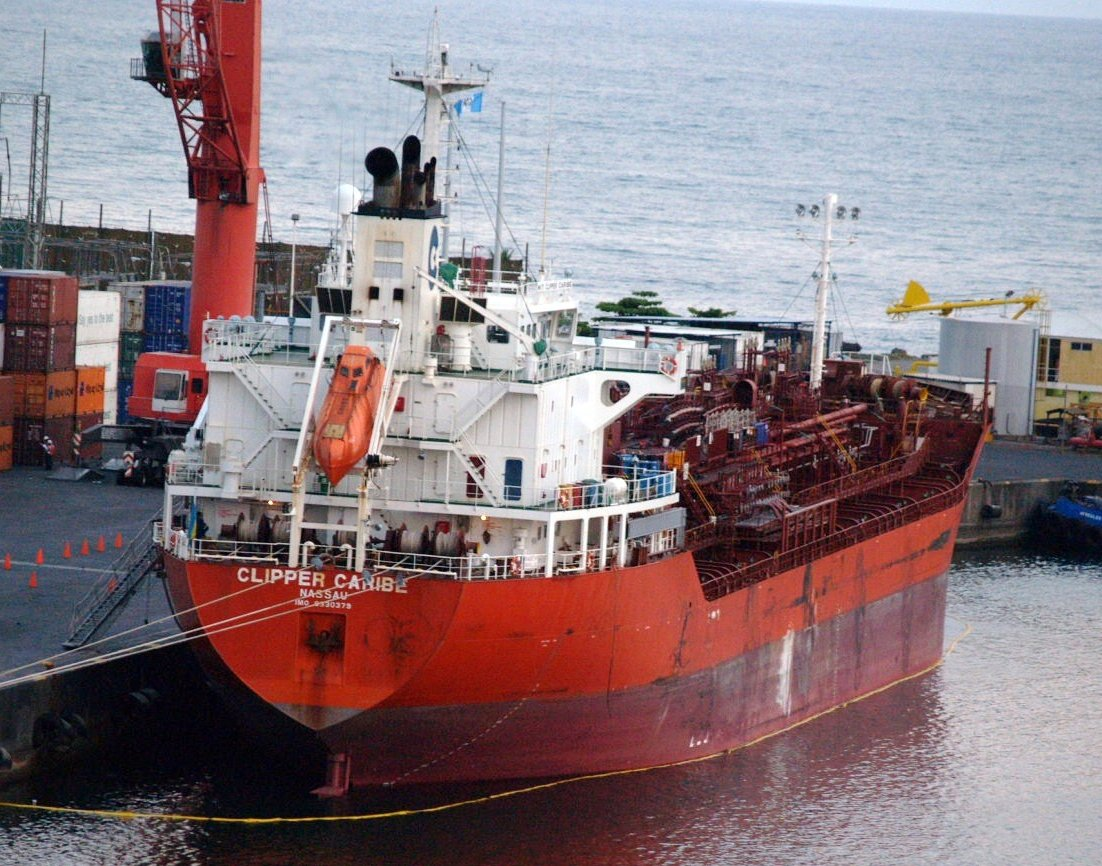

## Ciudades hermanas
- Acapulco, México (2012)[10]